# Romankowo
Romankowo (deutsch Romsdorf) ist ein Ort in der polnischen Woiwodschaft Ermland-Masuren. Er gehört zur Gmina Sępopol (Stadt- und Landgemeinde Schippenbeil) im Powiat Bartoszycki (Kreis Bartenstein).

## Geographische Lage
Romankowo liegt acht Kilometer südlich der polnisch-russischen Staatsgrenze zur Oblast Kaliningrad in der nördlichen Mitte der Woiwodschaft Ermland-Masuren, 16 Kilometer östlich der Kreisstadt Bartoszyce (deutsch Bartenstein).

## Geschichte

### Ortsgeschichte
Der kleine Ort Romischdorf, nach 1414 Rohmsdorf, wurde 1377 gegründet und entwickelte sich bald zu einem sehr großen Gut. Am 11. Juni 1874 wurde es Amtsdorf und damit namensgebend für einen Amtsbezirk im Kreis Friedland (ab 1927 Kreis Bartenstein) im Regierungsbezirk Königsberg der preußischen Provinz Ostpreußen. Romsdorf selbst war dort sowohl als Landgemeinde als auch als Gutsbezirk vertreten. Im Jahre 1910 zählte das Dorf 46 und der Gutsbezirk 240 Einwohner.
Am 30. September 1928 erfolgte ein Zusammenschluss der Landgemeinde Romsdorf sowie  der Gutsbezirke Honigbaum (polnisch Miedna) und Romsdorf zur neuen Landgemeinde Romsdorf in dem seit 1927 so benannten Kreis Bartenstein. Die Zahl der Einwohner der so neu formierten Gemeinde belief sich im Jahre 1933 auf 429 und im Jahre 1939 auf 457. Noch vor 1931 schlossen sich die beiden Amtsbezirke Massaunen (polnisch Masuny) und Romsdorf zum neuen Amtsbezirk Romsdorf zusammen, bestehend lediglich aus den Gemeinden Massaunen und Romsdorf.
Als 1945 in Kriegsfolge das gesamte südliche Ostpreußen an Polen fiel, erhielt Romsdorf die polnische Namensform „Romankowo“. Heute ist der Ort Teil der Stadt- und Landgemeinde Sępopol (Schippenbeil) im Powiat Bartoszycki (Kreis Bartenstein), von 1975 bis 1998 der Woiwodschaft Olsztyn, seither der Woiwodschaft Ermland-Masuren zugehörig. Im Jahre 2021 zählte Romankowo 295 Einwohner.

### Amtsbezirk Romsdorf (1874–1945)
Bei seiner Errichtung im Jahre 1874 bildeten fünf Kommunen den Amtsbezirk Romsdorf im ostpreußischen Kreis Friedland. 1945 waren es – nach dem Zusammenschluss mit dem Amtsbezirk Masaunen – im Kreis Bartenstein noch zwei:
| Deutscher Name      | Polnischer Name | Anmerkungen                                          |
| ------------------- | --------------- | ---------------------------------------------------- |
| Blunken             | Błonie          |                                                      |
| Honigbaum           | Miedna          | 1928 in die Landgemeinde Romsdorf eingegliedert      |
| Prantlack           | Prętławki       | 1928 in die Stadtgemeinde Schippenbeil eingegliedert |
| Romsdorf (LG)       | Romankowo       |                                                      |
| Romsdorf (GB)       |                 | 1928 in die Landgemeinde Romsdorf eingegliedert      |
| vor 1931: Massaunen | Masuny          |                                                      |

## Kirche
Bis 1945 war Romsdorf in die evangelische Kirche Schippenbeil (polnisch Sępopol) in der Kirchenprovinz Ostpreußen der Kirche der Altpreußischen Union sowie in die römisch-katholische Kirche Bartenstein (polnisch Bartoszyce) im Bistum Ermland eingepfarrt.
Heute gehört Romankowo katholischerseits zur Pfarrei in Sępopol im Erzbistum Ermland, evangelischerseits zur Kirche in Bartoszyce, einer Filialkirche von Kętrzyn (Rastenburg) in der Diözese Masuren der Evangelisch-Augsburgischen Kirche in Polen.

## Verkehr
Romankowo liegt an einer Nebenstraße, die Sępopol mit Lwowiec (Löwenstein) verbindet. Durch den Ort verläuft außerdem eine Verbindungsstraße zwischen Miedna (Honigbaum) und Suliki (Döhrings). Eine Bahnanbindung besteht nicht.

## Persönlichkeiten des Ortes

### Mit dem Ort verbunden
- Gottfried von und zu Eulenburg (1676–1742), preußischer Staatsmann, Erbherr auf Romsdorf
- Gustav Schulten (1897–1944?), deutscher Musikpädagoge, Komponist und Übersetzer, war von 1936 bis 1938 Lehrer in Romsdorf